# René Brodmann
René Brodmann, né le 25 octobre 1933 à Ettingen dans le canton de Bâle-Campagne, est un joueur de football international suisse, qui évoluait au poste de défenseur, avant de devenir ensuite entraîneur.

## Biographie

### Carrière de joueur

#### Carrière en club
Avec le club du FC Zurich, il remporte deux championnats de Suisse et une Coupe de Suisse. Avec l'équipe du FC Saint-Gall, il remporte une nouvelle Coupe de Suisse.
Il dispute un total de 10 matchs en Coupe d'Europe des clubs champions avec le FC Zurich, sans inscrire de but. Il atteint les demi-finales de cette compétition en 1964, en étant lourdement battu par le Real Madrid.

#### Carrière en sélection
Avec l'équipe de Suisse, il joue cinq matchs et inscrit un but entre 1962 et 1966. 
Il joue son premier match en équipe nationale le 23 décembre 1962 contre l'Allemagne, match au cours duquel il inscrit un but. Il porte une fois le brassard de capitaine en 1966.
Il figure dans le groupe des sélectionnés lors de la Coupe du monde de 1966. Lors du mondial organisé en Angleterre, il joue deux matchs : contre l'Espagne et l'Argentine.

### Carrière d'entraîneur
Il dirige brièvement les joueurs du FC Zurich, puis ceux du FC Saint-Gall.

## Palmarès
Avec le FC Zurich, il est Champion de Suisse à deux reprises lors des saisons 1962-1963 et 1965-1966. Il remporte également la Coupe de Suisse en 1966, en battant le Servette FC en finale.
Avec le FC Saint-Gall, il remporte une nouvelle fois la Coupe de Suisse en 1969, en battant l'AC Bellinzone en finale.